# 鄂對
鄂對（？—1778年4月17日），全称米兒咱·鄂對。清代回部王公，中國新疆庫車人，歷任阿克蘇、葉爾羌之阿奇木伯克，封貝勒品級固山貝子。因其在平定大小和卓之亂中立下軍功，以“平定西域前五十功臣”而圖形紫光閣。

## 生平
鄂對家族為庫車世族。準噶爾統治回部時期，鄂對被強迫遷到伊犁，居伊犁河以北的固勒扎。乾隆二十年（1755年），清軍平定伊犁，鄂對向清軍投誠歸降。乾隆二十二年（1757年），白山派大小和卓波羅尼都、霍集占乘阿睦爾撒納叛亂之機控制了天山南路各城，鄂對不附大小和卓，跟隨定邊將軍成袞札布追剿準噶爾叛亂部落。霍集占遂以霍集斯之子呼岱巴爾氐為庫車阿奇木伯克。
乾隆二十三年（1758年）四月，靖逆將軍雅爾哈善征討霍集占，鄂對隨軍出征效力，授散秩大臣，賜孔雀翎。五月，清軍圍攻庫車城。此時庫車阿奇木伯克為霍集占之親信阿卜都克勒木。六月，霍集占領兵從烏什來援，被清軍擊敗後退入庫車城中，便殺戮鄂對的親族。鄂對之妻熱依木年少，霍集占欲納為妾。熱依木不從，被囚於高樓，日加凌辱。鄂對的二子一女被叛軍從城牆抛下而死。鄂對向雅爾哈善提議：分兵埋伏於庫車城西、北的兩處隘口，城中糧盡時，霍集占必出城逃走，可從容將其擒獲。雅爾哈善認為鄂對是新降之人，並不聽信其言。六月二十三日夜，霍集占出西門逃往阿克蘇。八月，阿卜都克勒木也棄城逃走。庫車殘兵開城投降。鄂對入城後，親手殺死霍集占黨羽三十餘人。阿克蘇、烏什的首領投降清軍後，朝廷以鄂對為阿克蘇阿奇木伯克。
二十三年十月，定邊將軍兆惠領兵四千向葉爾羌（今莎車縣）進發，派鄂對跟隨侍衛噶布舒、齊凌扎布招撫和闐六城（今和田地区）。清兵抵達額里齊（今和田市），哈喇哈什（今墨玉縣）、玉隴哈什（今和田市玉龍喀什鎮）、齊爾拉（今策勒縣）、克勒底雅（今于闐縣）等城望風而降。鄂對因功授內大臣。十月中旬，兆惠被霍集占圍困於喀喇烏蘇（黑水），鄂對得知後籌劃派兵救援。十一月，霍集占派阿卜都克勒木兄弟與鄂斯滿、塞頗爾等領兵六百餘人進攻和闐。鄂對征召和闐兵丁一千餘人，並備牲畜、軍糧禦敵。阿卜都克勒木阻截了額里齊、哈喇哈什之間道路。鄂對向在阿克蘇辦事的舒赫德求援。但阿克蘇兵少，只派出二百援軍，鄂對之妻及屬下也派了五十人攜帶糧餉從軍。
乾隆二十四年（1759年）三月，副都統瑚爾起率援軍抵達額里齊，鄂對開城相迎，又派兵擊潰哈喇哈什的叛軍，和闐圍解。定邊左副將軍富德領兵至和闐，鄂對派其侄阿卜都爾璊率和闐六城伯克出迎。朝廷以防守和闐有功，封鄂對為輔國公，令其返回阿克蘇休息。但鄂對堅持要求從軍效力。六月，大小和卓向西逃竄，鄂對隨兆惠抵達喀什噶爾（今喀什市），又立即隨富德出征帕米爾，追擊大小和卓。七月初，富德、阿里袞與明瑞會合，在阿爾楚爾（今塔吉克斯坦戈爾諾-巴達赫尚自治州穆尔加布区東南）擊敗和卓軍。七月十一日，清軍在伊西洱庫爾淖爾湖畔與大小和卓鏖戰。富德令鄂對偕霍集斯樹起舊時旗幟，招降和卓軍中的回人，導致對方軍心動搖，大批士卒投降。伊西洱庫爾淖爾之戰後，大小和卓逃奔巴達克山。富德令鄂對與齊凌扎布、和闐人阿什默特押解投降兵丁及俘虜返回喀什噶爾。鄂對因功晉封固山貝子。巴達克山獻出霍集占首級後，乾隆皇帝令鄂對隨將軍、大臣班師回京朝覲，賜貝勒品級。
乾隆二十五年（1760年）春，鄂對隨將軍大臣抵京。乾隆皇帝召見其於圓明園正大光明殿，以軍功圖形紫光閣（鄂對之畫像今已不存）。阿克蘇伊什罕伯克頗拉特欲取代鄂對為阿奇木伯克，慫恿手下人進言攻擊鄂對。乾隆皇帝考慮到鄂對若仍回阿克蘇可能不利，因此調鄂對為葉爾羌阿奇木伯克。鄂對到葉爾羌就職後，又遭到伊什罕伯克阿卜都喇伊木的牽制。乾隆三十年（1765年）發生烏什事變，葉爾羌出現騷動。鄂對妻熱依木從庫車趕赴葉爾羌，召集伯克頭目們宴飲，設計將眾人軟禁並收繳其兵器。乾隆四十年（1775年），詔貝勒品級輔國公鄂對、公品級噶岱默特世襲罔替。
乾隆四十三年三月二十一日（1778年4月17日），鄂對卒。其子阿克蘇阿奇木伯克鄂斯璊襲貝勒品級輔國公，賞雙眼孔雀翎，調任喀什噶爾阿奇木伯克。喀什噶爾伯克色提卜阿勒氐調任葉爾羌伯克。同月，色提卜阿勒氐查出葉爾羌辦事侍郎高樸盜採密爾岱山官玉出售，向喀什噶爾辦事大臣永貴控告，高樸私鬻玉石案發。鄂對因在葉爾羌阿奇木伯克任上時，與伊什罕伯克阿布都舒庫爾附和高樸役使百姓、盜賣玉石，被乾隆皇帝降旨追褫爵位。其子鄂斯璊也因此被削爵，降為一眼孔雀翎。乾隆皇帝考慮到鄂斯璊並非同犯，加恩授鄂斯璊散秩大臣，仍留喀什噶爾伯克之任。
鄂對的十世孫、庫車和碩親王達吾提·麥合蘇提，於2014年7月30日去世，是中國最後一位擁有王爵封號的人。

## 家族世系
- 祖父：瑪爾咱尼默特
- 父：頗喇特
- 子：鄂斯璊，襲爵，歷任阿克蘇、喀什噶爾之阿奇木伯克。
- 孫：邁哈默特鄂三